# Турино (Владимирская область)
Турино — деревня в Собинском районе Владимирской области России, входит в состав Куриловского сельского поселения.

## География
Деревня расположена на берегу речки Вежболовка в 4 км на юго-восток от центра поселения деревни Курилово и в 14 км на север от райцентра города Собинка.

## История
В конце XIX — начале XX века деревня входила в состав Кузнецовской волости Владимирского уезда, с 1924 года — в составе Ставровской волости. В 1859 году в деревне числилось 28 дворов, в 1905 году — 57 дворов, в 1926 году — 44 хозяйств.
С 1929 года деревня являлась центром Туринского сельсовета Ставровского района, с 1932 года — в составе Карачаровского сельсовета Собинского района, с 1945 года деревня вновь в составе Ставровского района, с 1954 года — в составе Бабаевского сельсовета, с 1959 года — в составе Юровского сельсовета, с 1965 года — в составе Собинского района, с 1976 года — в составе Куриловского сельсовета, с 2005 года — Куриловского сельского поселения.

## Население
| 1859 | 1905 | 1926 | 2002 | 2010 | 2021 |
| ---- | ---- | ---- | ---- | ---- | ---- |
| 256  | ↗265 | ↘226 | ↘1   | ↗2   | →2   |